# Сєвськ
Сєвськ (раніше — Сівськ, рос. Севск, рос. дореф. Сѣвскъ) — місто в Російській Федерації, адміністративний центр Сєвського району Брянської області. Знаходиться на території історичної області Сіверщина.
Населення міста становить 7 495 осіб (2008; 7 660 в 2002, 7,8 тис. 1989, 7,2 тис. в 1970, 6,2 тис. в 1959, 6,9 в 1939).

## Географія
Місто розташоване на річці Сев, лівій притоці Нерусси, басейн Десни. В межах міста в Сев впадають також його ліві притоки Сосниця та Мариця.

## Походження назви
В старій українській літературі назва міста часто писалася як Сівськ (див. наприклад «Літопис Самовидця»). Назва міста пов'язана з річкою Сев (Сів), хоча місцеві легенди оповідають, що спочатку місто називалося Сіверськ, бо заснували його сіверяни.

## Історія
Місто є одним з найдавніших у Русі. Археологічні дослідження свідчать про раннє заселення території. Вперше Сєвськ згадується в Воскресеновському та Іпатіївському літописах 1146 року. Тоді він входив до складу Чернігово-Сіверської землі. Протягом 200 наступних років Сєвськ є прикордонною фортецею Московської держави. За правління Івана Грозного місто було ще більше укріплене. В середині XVI століття місто почало розвиватись як торговий пост, в кінці століття тут вже чеканились свої монети. В XVIII столітті місто поступово перетворюється з фортеці в цивільне місто. Було отримано герб та генеральний план забудови. 1687 року в Сєвську було страчено на горло гетьманича Григорія Самойловича (сина Івана Самойловича). Місто входило до складу Сєвської провінції (1708) Київської губернії, з 1727 року в Бєлгородській губернії як центр Сєвської провінції. Статус міста було отримано в 1778 році, зразу стає центром Сєвського повіту Орловської губернії, прийнято новий план забудови. Жителі займались землеробством, скотарством, торгівлею та ремеслами. 1909 в місті відкрите училище.

## Економіка
В місті працюють заводи консервний, маслоробний та хлібний, м'ясокомбінат.

## Видатні місця
- Краєзнавчий музей зі скелетом мамонтеняти, знайденого тут.

## Відомі люди
- Петровський Іван Георгійович — радянський математик, ректор МДУ.